# بني بوعتاب
بني بوعتاب إحدى بلديات ولاية الشلف التابعة لـ دائرة الكريمية.